# Mannlicher M1886
Mannlicher M1886 — австро-венгерская винтовка с продольно-скользящим затвором, созданная в 1886 году. Созданная на основе опытной винтовки M1885, это была вторая винтовка Фердинанда Манлихера, в которой питание боеприпасами осуществлялось с использованием патронной пачки. Первая винтовка системы Манлихера, принятая на вооружение армии Австро-Венгрии. В 1888 году её стали заменять новой моделью Mannlicher M1888.

## Конструкция
Конструктивно M1886 практически идентична своей предшественнице, M1885, за исключением способа удержания патронной пачки в магазине: в M1886 пачка удерживалась подпружиненным захватом в задней части магазина и после израсходования патронов выпадала через отверстие в нижней части магазина. Неизрасходованная пачка могла быть извлечена через открытый затвор после нажатия на фиксатор, находящийся в задней части магазина, после чего подаватель выталкивал пачку вверх. 
Винтовка имела продольно-скользящий затвор с прямым ходом (открывающийся и закрывающийся без поворота рукоятки). Запирание ствола производилось боевым упором в виде подпорки на шарнире, располагавшимся на затворе и упиравшимся в выступ в задней части ствольной коробки. Ствол с 6 правосторонними нарезами. 
В винтовке первоначально использовался патрон 11 mm M.1877 scharfe Patrone (11 × 58 мм R), снаряжавшийся дымным порохом. Впоследствии винтовка получила новый патрон 11 mm M.1886 scharfe Patrone с улучшенным пороховым зарядом (заряд состоял из прессованного дымного пороха, окружённого гранулированным порохом). 
Питание боеприпасами осуществлялось из неотъёмного магазина с использованием патронных пачек. Прицельные приспособления состояли из мушки и секторного (квадрантного) прицела, размеченного на дальность от 300 до 1500 шагов. Также имелся дополнительный прицел, состоящий из мушки на правой стороне ложи и выдвигавшегося из основания прицела целика. Дополнительный прицел предназначался для стрельбы на дальности от 1600 до 2300 шагов. 

## Варианты

### Винтовка М1886-88
Австро-венгерская конверсия винтовки под патрон 8 mm M.1888 scharfe Patrone (8 × 50 мм R) c пороховым зарядом из прессованного дымного пороха. Для использования нового патрона на винтовках заменялся ствол, дорабатывался магазин и на секторный прицел крепилась пластина с обозначениями прицельных дальностей для нового патрона. В период между 1888 и 1892 годами 95 % выпущенных М1886 были доработаны под новый патрон.

## Эксплуатанты
- Австро-Венгрия
- Гондурас[9]
- Венесуэла[2]
- Империя Цин[10]
- Каджарский Иран[3]
- Китайская республика[10]
- Колумбия[2]
- Чили[3]

## Галерея

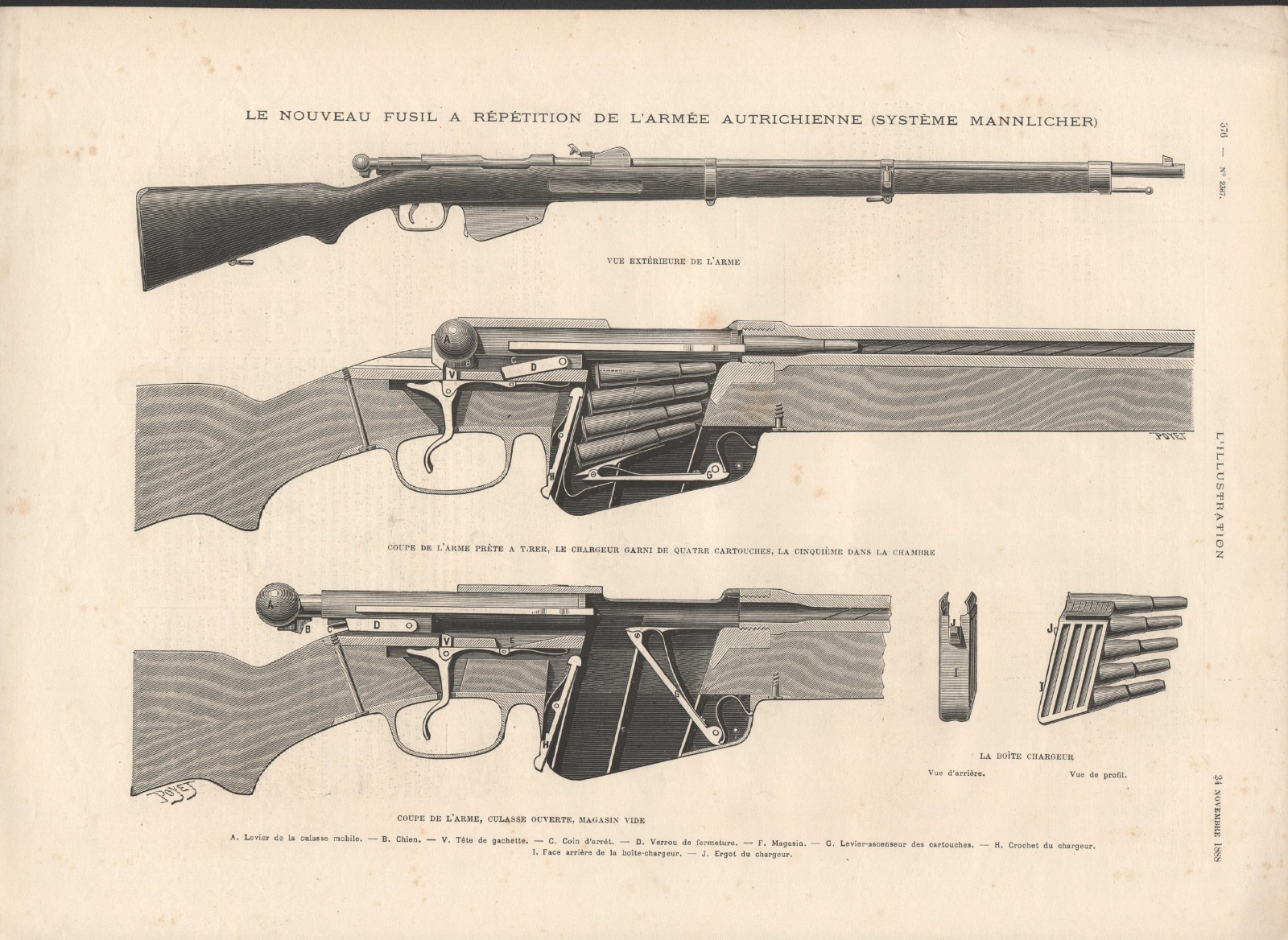
Устройство Mannlicher M1886
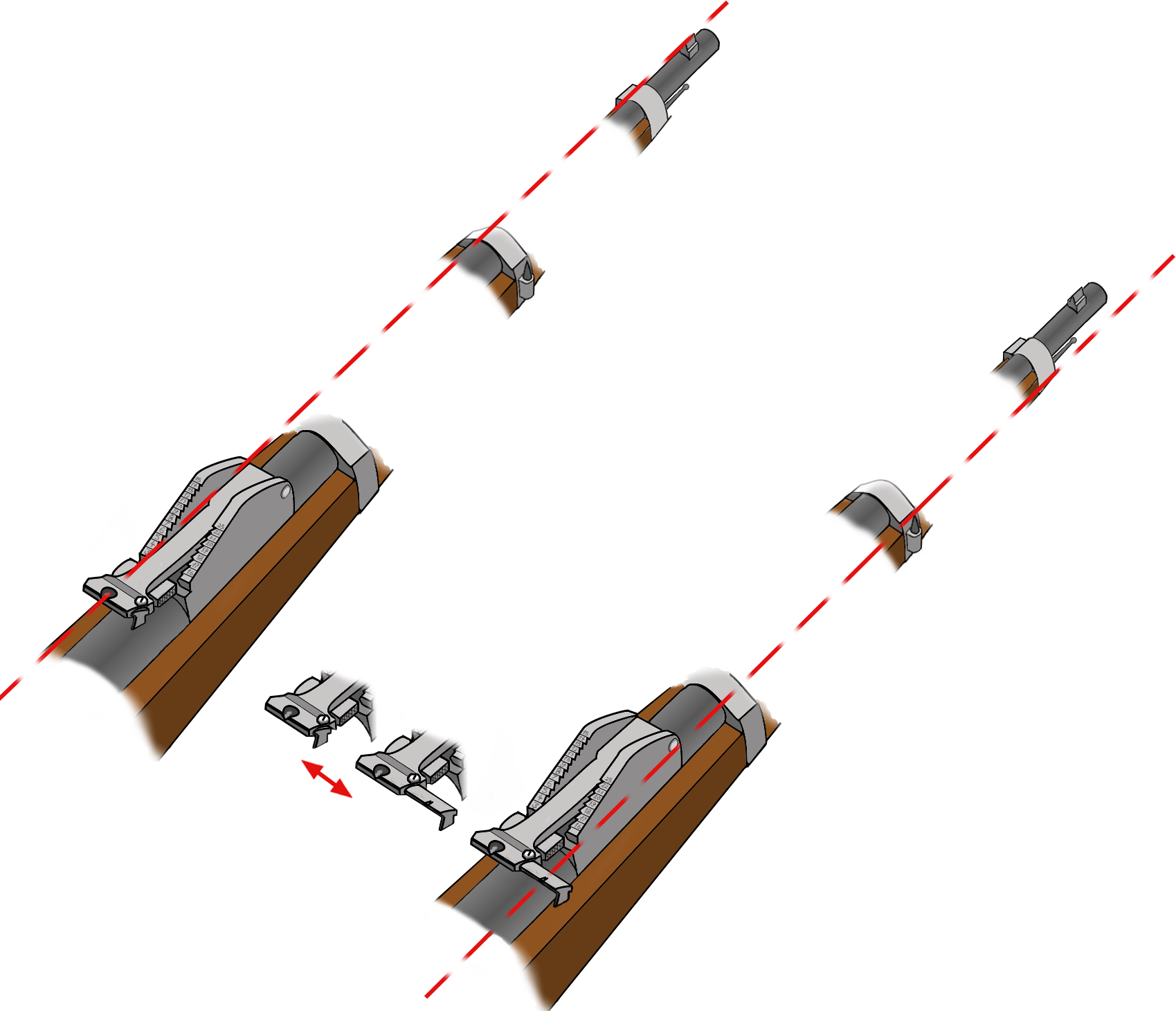
Основной и дополнительный прицелы Mannlicher M1886
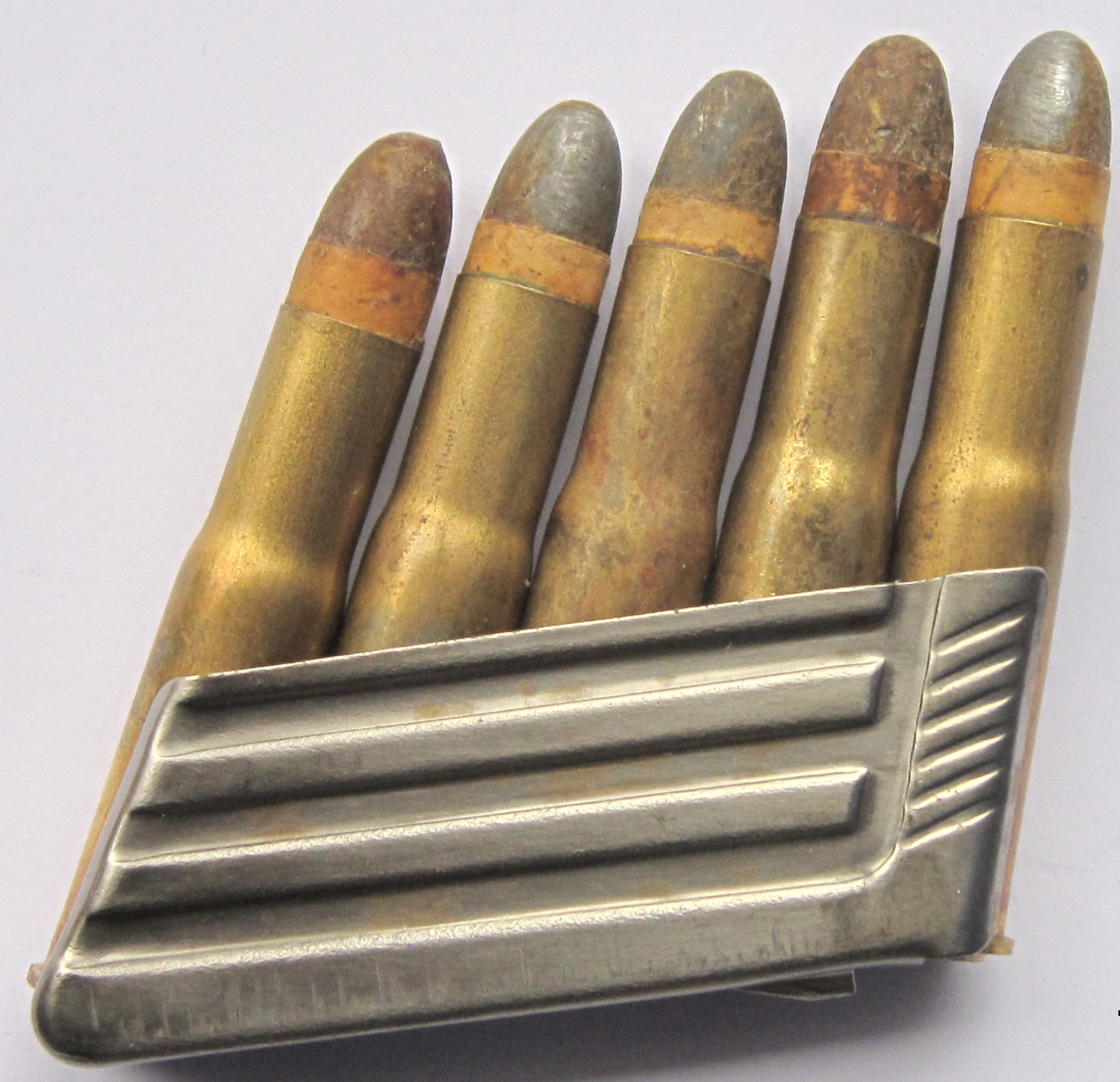
Патронная пачка M1886, снаряженная патронами 11 × 58 мм R